# Colle polyester
Une colle polyester est un matériau synthétique bicomposant thermodurcissable. Le premier composant est un mélange d'une résine de polyester insaturé et d'un monomère vinylique comme le styrène. Ce composant a un aspect liquide ou pâteux et est éventuellement renforcé avec des fibres de verre. Le second composant est un amorceur radicalaire tel le peroxyde de benzoyle. Il est sous forme de poudre.
Au cours du mélangeage des deux composants et grâce à l'ajout d'une faible quantité d'amorceur, une réaction chimique (réticulation) se produit entre le polyester insaturé et le monomère vinylique. Cette réticulation conduit au durcissement de l'ensemble. Suivant la nature du durcisseur, on peut obtenir un bois ou un métal synthétique.
La colle polyester est utilisée pour des assemblages sur de nombreux matériaux (acier, aluminium, polycarbonate, bois, verre, céramique, etc.). La résistance à la température de la colle est faible : inférieure à 50 °C.
Ces composants, dont l'action est qualifiée de « soudure à froid », servent essentiellement à assembler des pièces, boucher un trou, colmater une fissure, ou encore reconstituer la partie manquante d'un objet.
Du fait de leur retrait important lors du durcissement, les colles polyesters thermodurcissables sont très peu utilisées en mécanique.
Avant durcissement : les éventuelles bavures ou les outils utilisés peuvent être nettoyés à l'acétone ou à la butanone.
Après durcissement (à température ambiante ou à chaud) complet : le matériau devient très dur et peut être poncé, scié ou percé, comme le matériau d'origine.